# Штангеєва Ірина Миколаївна
Іри́на Микола́ївна Штанге́єва (* 1982) — українська спортсменка-спринтерка, спеціалізується в бігу на 60, 100, 200 і 400 метрів, естафетному бігу 4×100 метрів й естафетному бігу 4×400 метрів.

## Життєпис
Представляла команду Донецької області.
На Чемпіонаті України з легкої атлетики-2002 команда здобула срібні нагороди в естафеті 4/100 — вона та Тетяна Боненко, Людмила Ніколенко й Ольга Петрова.
На Чемпіонаті України з легкої атлетики-2004 здобула срібну нагороду в бігу на 200 метрів.
На Чемпіонаті України з легкої атлетики-2005 на дистанції 100 метрів здобула золоту нагороду.
На Чемпіонаті України з легкої атлетики-2006 здобула бронзову нагороду в бігу на 100 метрів а в естафетному бігу 4×100 метрів — золоті нагороди: вона та Галина Тонковид, Олена Чебану й Ірина Шепетюк.
На Всеукраїнських літніх спортивних іграх-2007 здобула золоті нагороди в бігу на 100 і 200 метрів та естафеті 4×400 метрів — вона та Анжела Кравченко, Дарина Приступа й Марія Рємєнь.
Виграла золоту медаль в бігу на 200 метрів на Літній Універсіаді 2007 року.